# Tipula (Acutipula) megaleuca
Tipula (Acutipula) megaleuca is een tweevleugelige uit de familie langpootmuggen (Tipulidae). De soort komt voor in het Palearctisch gebied.